# Замок Сюри
Замок Сюри (яп. 首里城, сюри дзё:), [ɕɯɾʲi d͡ʑoː] — замок в Японии, который был расположен в районе Сюри города Наха префектуры Окинава. Относился к типу рюкюских замков-святилищ гусуку.
Замок Сюри был монаршей резиденцией во времена существования Рюкюского государства. Его протяжённость с севера на юг составляла 270 м, с запада на восток — 400 м. В проекции замок напоминал овал, окружённый крепкими каменными стенами. Общая площадь составляла 46,167 м². Внешняя стена укреплений и внешний двор имели четверо арочных ворот, внутренние стены и двор — восемь ворот. На территории внутреннего двора размещался главный дворец и правительственные здания рюкюского государства. Известные в Японии церемониальные ворота являлись вторыми воротами внешней стены укреплений.

## История замка

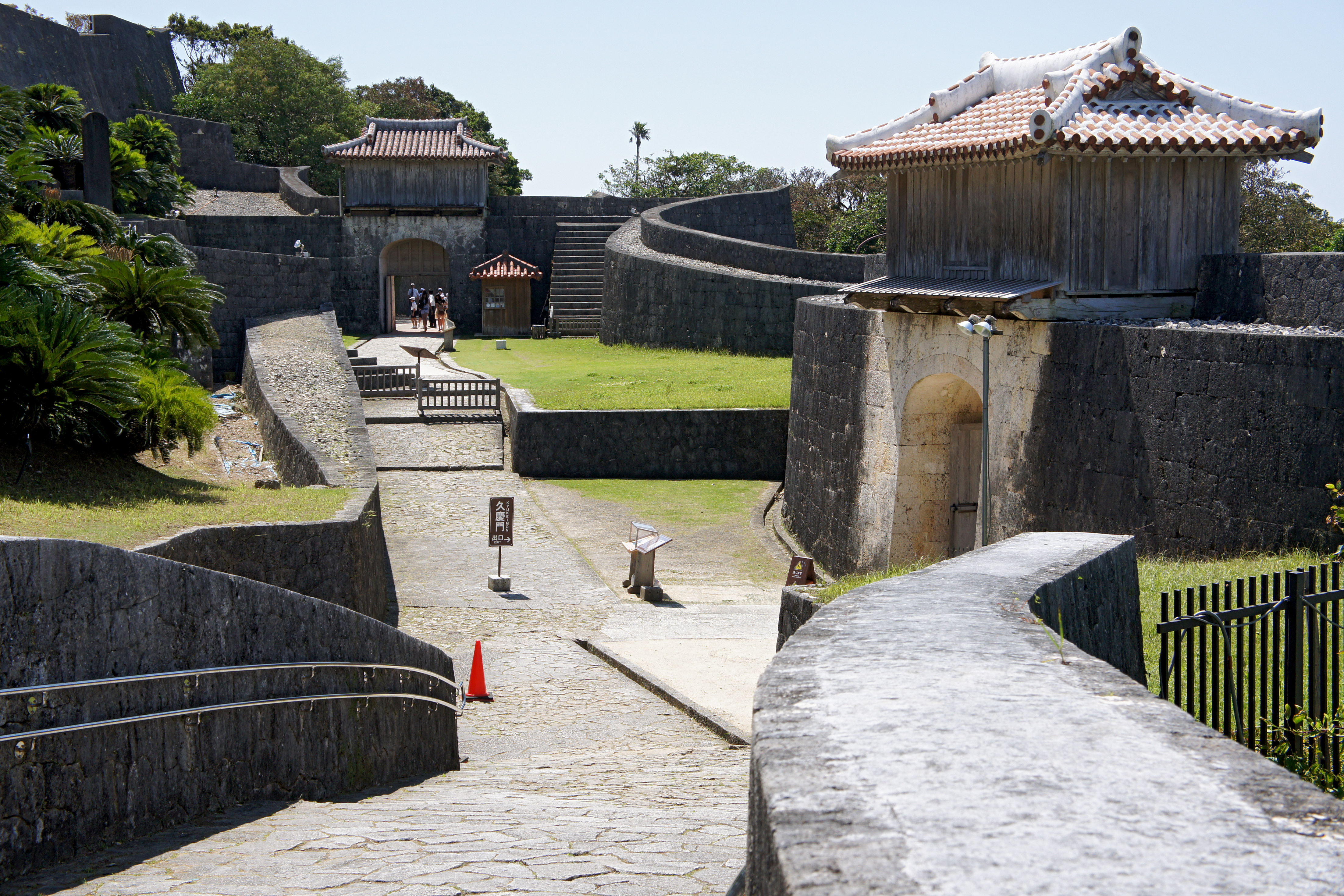
Замковые стены и ворота

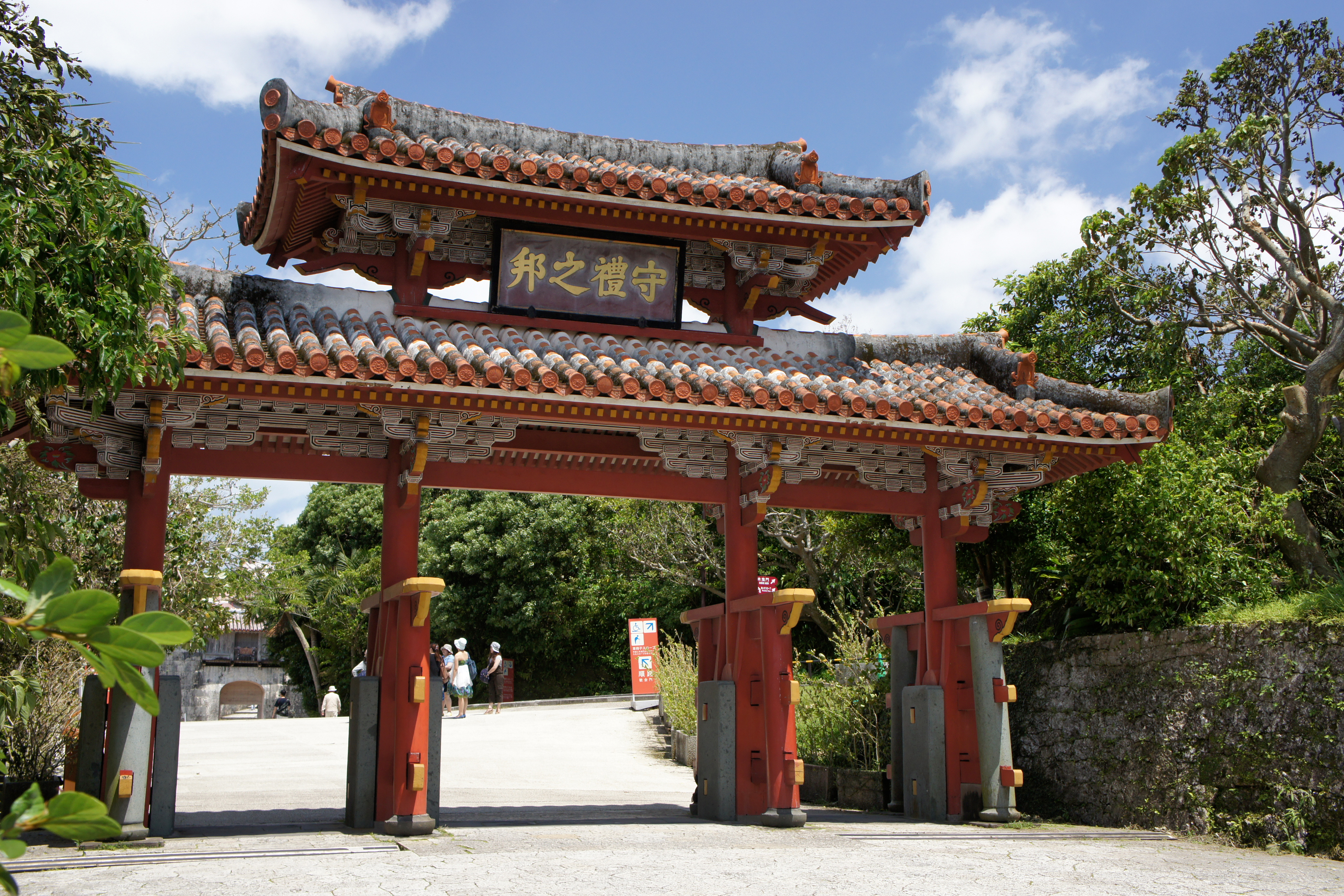
Церемониальные ворота Сюрэймон

Точная дата возведения замка Сюри неизвестна. Предположительно он был построен в эпоху Санзан (1322—1429). Когда Сё Хаси объединил три окинавских княжества и основал королевство Рюкю, он в 1429 году сделал Сюри своей резиденцией. И Сюри пребывал королевской резиденцией на протяжении 450 лет. Город же, выросший вокруг замка, стал крупным торговым и культурным центром. Замок несколько раз сгорал и восстанавливался. Он был самым красивым и величественным зданием всего архипелага Рюкю.
В 1609 году, в царствование Сё Нэя, Сюри был взят армией японского княжества Сацума. Сильно пострадал замок и в 1709 году, а в 1715-м был восстановлен. 
26 мая 1853 года в Королевство Рюкю прибыла Восточно-индийская эскадра командора Перри. Она стала на якорь в акватории столицы Нахи. Перри пожелал посетить замок Сюри, но в этом ему отказали. Тогда коммодор высадил вооружённый десант в столице и самовольно направился к замку. Правительство Рюкю, которое не имело сильного войска, было вынуждено принять требования американцев. Король Сё Тай впустил Перри и его офицеров к замку. Гостей угостили чаем и конфетами, а они передали хозяевам послание президента США с требованием установить дипломатические отношения. Рюкюсцы сослались на то, что они не являются суверенным государством, поэтому по своей воле подписывать документы с иностранцами не могут, но обещали быть посредниками между США и японским правительством. Чтобы задобрить Перри, чиновники королевской администрации организовали в его честь пир во дворце за пределами замка, на что коммодор в ответ пригласил их на фрегат «Саскуэханна», где угостил французскими блюдами. Благодаря такому приёму американское командование оценило миссию в Рюкю как успешную. Так же считали и рюкюсцы, которые смогли вежливо отклонить ультимативные требования США, спасти столицу от погрома и принять иностранных послов на уровне более низком, чем обычно принимали послов из Цинского Китая.
В 1879 году — в связи с аннексией Рюкю Японией — последний рюкюский ван Сё Тай передал замок Сюри японской правительственной делегации и был пленником привезён в Японию. После этого в замке размещался штаб отдельного Окинавского экспедиционного корпуса гарнизона Кумамото. В 1923 году японский архитектор Тюта Ито провёл капитальный ремонт замка Сюри, а двумя годами позже всё сооружение занесли в реестр национальных сокровищ Японии.

В 1944 году замок был разрушен авиацией США, которая проводила бомбардировки штаба 32-й армии Японии, находившегося у подножия замка. 1 апреля 1945 года на пляж Хагуси, расположенном невдалеке от замка, десантировался 1-й дивизион 5-го полка морской пехоты США. К тому моменту замок Сюри стал узловым пунктом оборонительной линии, которая в американских источниках именуется «Линией Сюри» (англ. Shuri Line). Она была прорвана 30 апреля 1945 года. Ещё почти месяц шли изнурительные бои с отчаянными камикадзе и с жуткой местной погодой. 25—27 мая средневековый замок непрерывно обстреливала артиллерия американского корабля «Mississippi» (BB-41). 27 мая в замке случился пожар. А вскоре над руинами Сюри неожиданно взвился морской флаг Конфедерации, принадлежавший командиру «Мятежного отряда А» 5-го полка морской пехоты капитану Джулиусу Дазенбергу (англ. Julius Dusenberg). Флаг был виден на расстоянии двух миль и провисел трое суток, а затем был снят генералом Симоном Боливаром Бакнером-младшим, сыном генерала-конфедерата Симона Боливара Бакнера-старшего, который при этом сказал: 
В Окинавской битве участвовали американцы со всех штатов Америки!
В 1950 году, уже после завершения Второй мировой войны, американская оккупационная власть открыла на руинах Сюри Рюкюский университет (располагавшийся здесь вплоть до 1975 года). В 1958 году были отреставрированы ворота Сюрэймон.
В 1972 году, когда Окинава вернулась в состав Японии, замок провозгласили важным историческим памятником государственного значения. В 1986 году начались комплексные реставрационные работы по восстановлению дворца, стен, ворот, зданий, садов. В 1992 году замок вошёл в состав Окинавского государственного культурного заповедника.
В 2000 году замок Сюри наряду с ещё восемью гусуку и утаки был признан частью всемирного наследия ЮНЕСКО.
31 октября 2019 года в замке произошёл очередной пожар. Огонь полностью уничтожил семь строений, включая главное здание комплекса.